# Riddarholmskyrkan
Riddarholmskyrkan (švedsko za Riddarholmsko cerkev ) je cerkev nekdanjega srednjeveškega samostana Greyfriars v Stockholmu na Švedskem. Cerkev služi kot zadnje počivališče večine švedskih monarhov.

## Opis
Riddarholmskyrkan stoji na otoku Riddarholmen, blizu kraljeve palače v Stockholmu. Kongregacija je bila razpuščena leta 1807 in danes se cerkev uporablja le za pokop in spominske namene. Tukaj so pokopani švedski monarhi od Gustava Adolfa (umrl 1632 n. št.) do Gustava V. (umrl 1950) (z eno samo izjemo: kraljica Kristina Švedska Katoliška, ki je pokopana v baziliki sv. Petra v Rimu), pa tudi zgodnejša monarha Magnus Švedski (umrl 1290) in Karel VIII. Švedski (umrl 1470). Kot kraljevo grobišče je bilo ukinjeno v korist kraljevega pokopališča in danes ga upravljajo oddelki švedske vlade in kraljevega dvora.
Starost cerkve je razvidna iz njene arhitekture, ki je eklektična iz različnih obdobij. Večina cerkve je v severnoevropskem gotskem slogu, deli cerkve pa so tudi baročni.
Je ena najstarejših stavb v Stockholmu, njeni deli izvirajo iz poznega 13. stoletja, ko je bila zgrajena kot samostan sivih bratov. Po protestantski reformaciji je bil samostan zaprt, stavba pa je postala luteranska cerkev. Med vladavino Ivana III. je bil dodan zvonik, ki ga je zasnoval flamski arhitekt Willem Boy (1520–1592), vendar ga je 28. julija 1835 uničil udar strele, nato pa so ga nadomestili s sedanjim litoželeznim zvonikom.
Tradicionalno so na stene cerkve pritrjene grbovnice z grbi umrlih vitezov Kraljevega reda Serafimov. Ko vitez reda umre, se njegov grb prenese iz kraljeve palače in ponovno obesi v cerkvi, med pogrebom pa cerkveni zvonovi zvonijo neprekinjeno od 12.00 do 13.00.

## Galerija
- Ladja Riddarholmskyrkan, pogled proti vzhodu proti glavnemu oltarju
- Ladja Riddarholmskyrkan, pogled proti vzhodu proti orgelskemu podstrešju
- Kraljeve grobnice in grbovnice pokojnih vitezov Kraljevega reda Serafimov
- Riddarholmskyrkan v začetku 20. stoletja